# Femme à la fenêtre (Friedrich)
Pour les articles homonymes, voir Femme à la fenêtre.
Femme à la fenêtre (en allemand : Frau am Fenster) est un tableau du peintre allemand Caspar David Friedrich, réalisé en 1822.

## Description
La peinture représente une femme en face de la fenêtre d'une pièce presque vide ; le sol est constitué de larges planches, les murs sont nus ; sur le rebord de la fenêtre est posé un plateau avec deux bouteilles et un verre. La femme tourne le dos au spectateur. Elle regarde par la fenêtre, et se sent apparemment seule dans la chambre. La partie inférieure de la fenêtre est partiellement ouverte et offre une vue sur les mâts et le gréement des deux voiliers et sur une rangée d'arbres . Dans la partie haute de la fenêtre  on aperçoit le ciel bleu avec quelques nuages qui passent. La femme porte une robe verte à col blanc, des  bas blancs et des pantoufles jaunes. Ses cheveux sont rassemblés et maintenus par un peigne à larges dents. Les tons irisés verts, gris et bruns de la robe se retrouvent sur les murs de la pièce.

## Une scène vivante

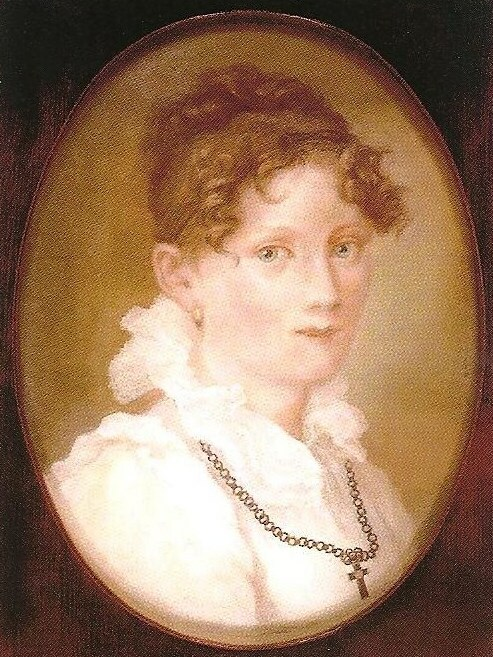
Caroline Friedrich

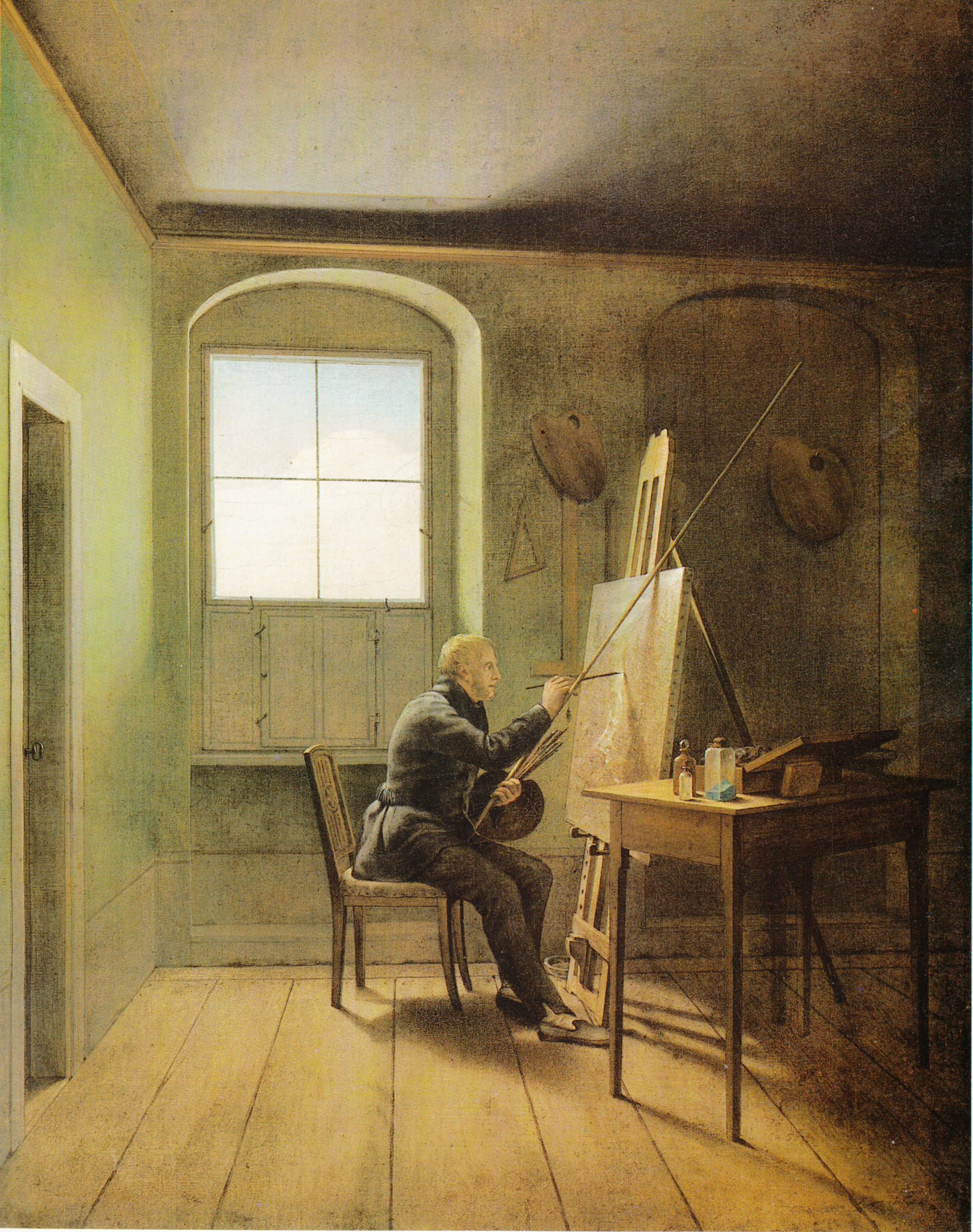
Georg Friedrich Kersting, Caspar David Friedrich dans son atelier, 1811

Femme à la fenêtre est une des rares peintures de Friedrich, dans laquelle une scène vivante est à peu près fidèlement représentée. Selon des témoignages de l'époque, le personnage représenté de dos est probablement Caroline Bommer, épousée la même année. Le tableau de Georg Friedrich Kersting de 1811 représentant l'atelier de Friedrich permet d'identifier la pièce comme celle de l'atelier du peintre qui se trouvait au numéro 26 de la rue An der Elbe (quai de l'Elbe). Par la fenêtre on distingue une rangée de hauts peupliers qui,  selon les représentations paysagères de l'époque,  poussaient sur les rives de l'Elbe. Friedrich a rendu ces peupliers, ainsi qu'un bateau en navigation, plus perceptibles qu'il ne l'étaient en réalité depuis la fenêtre de l'atelier. 
Un petit tableau représentant l'atelier de l'artiste dans sa simplicité caractéristique, dans le fond la fenêtre avec une vue sur l'Elbe et les peupliers en face; ce serait très vrai et joli si Friedrich n'avait non seulement à nouveau suivi son humeur, qu'il aime tant, de représenter ses personnages vus de dos. Sa femme se tient à la fenêtre d'une manière telle que l'éclairage et sa position même sont peu à son avantage. Il a trop souvent repris de tels personnages qui se ressemblent finalement tous.
((de) Ein kleines Bild, das Atelier dieses Künstlers darstellend in seiner eigenthümlichen Einfachheit, mitten im Hintergrund das Fenster mit der Aussicht auf die Elbe und die gegenüber stehenden Pappeln, wäre sehr wahr und hübsch, wenn Friedrich hier nicht nur wieder seiner Laune gefolgt wäre, die es so sehr liebt, Personen nämlich gerade von Hinten darzustellen, seine Gattin steht so im Fenster, theils ist Beleuchtung und Stellung sehr un-vortheilhaft, theils wiederholt er solche Gestalten, die sich alle gleich sehen, viel zu oft).

## Accueil

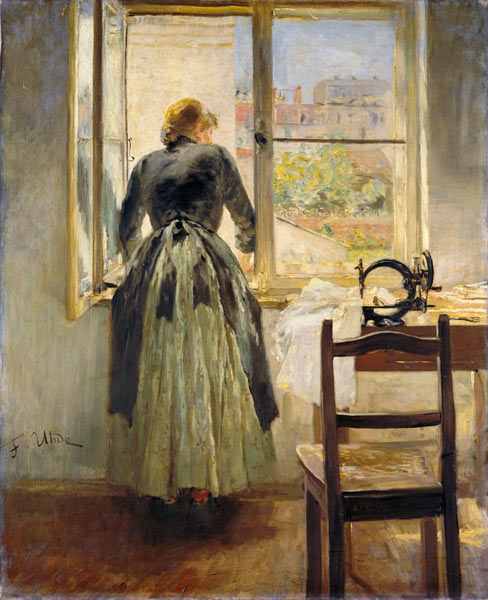
Fritz von Uhde : Jeune fille à la fenêtre, 1890

Friedrich de La Motte-Fouqué voyait le tableau comme une scène de genre et, après sa visite au peintre dans son atelier en 1822, il a composé un sonnet dédié à Caroline Friedrich.

## Thème de la fenêtre et silhouettes vues de dos dans la peinture
En peinture, le thème de la fenêtre est souvent associé à un personnage vu de dos. Cette représentation symbolise la nostalgie, la frontière entre le monde intérieur et le monde extérieur,  la sécurité et le danger, la solitude et le monde comme si la peinture elle-même rendait le monde accessible au peintre. L'aquarelle de Tischbein Goethe à la fenêtre de son appartement romain sur le Corso forme un contraste entre la pièce calme et sombre et la bruyante et claire scène de rue. Dans le même temps cet instantané permet une rencontre intime avec le prince des poètes, habituellement représenté de façon plus imposante. Dans le tableau  La rue entre dans la maison ((it) La strada entra nella casa)  d'Umberto Boccioni, le cadre de la fenêtre est comme transparent ou dissous. La scène urbaine bruyante et colorée fond sur la femme au parapet comme si elle l'absorbait. La silhouette vue de dos apparaît comme médium d'une situation de crise psychologique. Mais c'est la composition Jeune fille à la fenêtre de Fritz von Uhde qui se rapproche le plus du tableau de Friedrich.